# توریاسور
توریاسور (نام علمی: Turiasaurus) نام یک گونه از راسته خزنده‌کفلان است.